# テンパール工業
テンパール工業株式会社（テンパールこうぎょう、Tempearl Industrial Co., Ltd.）は、広島県広島市南区に本社をおく配線用遮断器、漏電遮断器、住宅用分電盤などを製造するメーカー。配電盤関連機器メーカー・日東工業の子会社。2024年4月までは中国電力の子会社であった。

## 沿革
- 1951年（昭和26年）1月22日 - 広島市皆実町に西美電気工業株式会社（にしみでんきこうぎょう）を設立。自動遮断式開閉器（テンパールスイッチ）を開発・販売開始。
- 1962年（昭和37年）  - 中国電力株式会社の関連会社となる。
- 1964年（昭和39年） - 本店工場を広島市南区大州（現在地）に移転。
- 1965年（昭和40年） - 株式会社精工治工具製作所及びサイミ電気産業株式会社を吸収合併しテンパール工業株式会社と社名変更。
- 1995年（平成7年） - ベトナムホーチミン市にベトナムテンパール工業有限責任会社を設立。
- 2024年（令和6年）4月30日 - 中国電力が保有するテンパール工業株式の全部を日東工業に譲渡[2]。テンパール工業は中国電力グループを離脱し、日東工業の子会社となった。

## 社名の由来
当社が研究開発した安全ブレーカが当時の電気工作物規程に定められたスイッチの具備すべき10（テン）の条件をすべて満足していることとバイメタル形のブレーカは温度（TEMPERATURE）で動作することから頭文字をとり「テン」（TEM）とした。
また、これら「テン」の条件のそれぞれに有している優れた内容を宝石である真珠「パール」（PEARL）になぞらえ、この2つを繋いで「テンパール」と名付られた。

## 主な製品
- 配線用・漏電遮断器
- 各種分電盤
- 漏電火災警報器
- 計測器
- 精密機械器具